# Megacyllene rufipes
Megacyllene rufipes là một loài bọ cánh cứng trong họ Cerambycidae.